# 1912年ストックホルムオリンピックのフランス選手団
1912年ストックホルムオリンピックのフランス選手団（1912ねんストックホルムオリンピックのフランスせんしゅだん）は、1912年5月5日から7月27日にかけてスウェーデンの首都ストックホルムで開催された1912年ストックホルムオリンピックのフランス選手団、およびその競技結果。

## 概要
今大会は金メダル7個、銀メダル4個、銅メダル3個の合計14個のメダルを獲得した。

## メダル
| メダル | 選手名                                                                    | 競技   | 種目               |
| ------ | ------------------------------------------------------------------------- | ------ | ------------------ |
| 金     | アンドレ・ゴベール                                                        | テニス | 男子シングルス室内 |
| 金     | アンドレ・ゴベール モーリス・ジェルモー                                   | テニス | 男子ダブルス室内   |
| 金     | マルグリット・ブロクディス                                                | テニス | 女子シングルス屋外 |
| 銀     | ジャン・ブワン                                                            | 陸上   | 男子5000m          |
| 銀     | シャルル・ルロン ロベール・シュレ ピエール・ファリオ シャルル・プルナール | 陸上   | 男子4×400mリレー   |
| 銅     | アルベール・カネ エドゥアール・メニ・ド・マランジュ                       | テニス | 男子ダブルス屋外   |
| 銅     | アルベール・カネ マルグリット・ブロクディス                               | テニス | 混合ダブルス屋外   |